# Łukasz Kiedewicz
Łukasz Kiedewicz (ur. 22 kwietnia 1977 w Toruniu) – polski hokeista, bramkarz, trener hokeja na lodzie. Absolwent Akademii Wychowania Fizycznego i Sportu w Gdańsku. Jego brat Sławomir (ur. 1973) również był hokeistą.

## Kariera klubowa
Łukasz Kiedewicz jest wychowankiem Pomorzanina Toruń a jego pierwszymi trenerami byli Ryszard Reder i Stanisław Byrski. Absolwent NLO SMS PZHL Sosnowiec z 1996. Był reprezentantem Polski we wszystkich kategoriach wiekowych. W ekstralidze polskiej zadebiutował jako szesnastolatek, 5 października 1993 r. w meczu przeciwko Stoczniowcowi Gdańsk. Wkrótce później wybrany został do pierwszego rocznika powstałej w 1994 roku Szkoły Mistrzostwa Sportowego w Sosnowcu. W PLH występował w latach 1993–2006.
- 1993/94 Towimor Toruń
- 1994/95 SMS Orlęta Sosnowiec
- 1995/96 SMS Orlęta Sosnowiec
- 1996/97 Olimpia Sosnowiec, TTH Metron
- 1997/98 TTH Toruń
- 1998/99 Filmar Toruń
- 1999/2000 Warszawa, MKSHnL
- 2001/2002 TKH Eurostal S.A
- 2002/2003 TKH Eurostal S.A
- 2003/2004 TKH Nesta
- 2004/2005 TyssenKrupp Energostal
- 2005/2006 TyssenKrupp Energostal

## Kariera reprezentacyjna
- Mistrzostwa Europy gr. A do lat 18 1994 Jyväskylä, Finlandia
- Mistrzostwa świata gr. B do lat 20 1995 Rouen, Cean, Francja
- Mistrzostwa Europy gr. B do lat 18 1995 Senica, Skalica, Słowacja
- Mistrzostwa Świata gr. B do lat 20 1996 Sosnowiec, Tychy, Polska
- Mistrzostwa Świata gr. A do lat 20 1997 Morges, Genewa, Szwajcaria
- Mecz towarzyski Polska - Finlandia 1997 Opole
- Zimowa Uniwersjada 1997 Muju, Chonju, Korea Południowa